# بنوان
بنوان، روستایی از توابع بخش رونیز شهرستان استهبان در استان فارس ایران است.

## جمعیت
این روستا در دهستان خیر قرار دارد و براساس سرشماری مرکز آمار ایران در سال 1395، جمعیت آن 1864 نفر (595 خانوار) بوده‌است.